# سنعود بعد قليل (مسلسل)
سنعود بعد قليل هو مسلسل سوري درامي اجتماعي عام 2013، من بطولة دريد لحام وعابد فهد، و قصي خولي، المسلسل من تأليف رافي وهبي مقتبس من قصة الفيلم الإيطالي الجميع بخير، وإخراج الليث حجو و إنتاج شركة كلاكيت للإعلام والإنتاج والتوزيع الفني.

## قصة المسلسل
تدور أحداث المسلسل في إطار اجتماعي، حيث أن نجيب (الممثل: دريد لحام) يقرر مغادرة منزله في دمشق لتدهور أوضاعه الصحية والسفر إلى عائلته التي غادرت إلى لبنان بسبب الظروف التي تمر بها البلاد، ليكتشف أن أولاده بعيدون عن الحياة التي اعتقد أنهم يعيشونها

العمل عبارة عن دراما اجتماعية تدور معظم أحداثها في لبنان، أبطالها ستة أشقاء ووالدهم نجيب (الممثل: دريد لحام) القادم من دمشق، يرصد العمل المشاكل الاجتماعية، والأخلاقية التي يعاني منها الأشقاء الستة، حيث يرصد المسلسل الأزمة السورية الراهنة من زاوية إنسانية وتأثيرها على مسارات حياتهم.

## الممثلون
- دريد لحام نجيب
- عمر حجو أبو عبدو
- عابد فهد سامي
- رافي وهبي راجي
- كارمن لبس ريم
- قصي خولي فؤاد
- باسل خياط كريم
- سلافة معمار لينا
- نادين الراسي دينا
- تقلا شمعون
- كندة علوش
- تولين البكري
- غيدا نوري
- ناجي مخول
- حسن حمدان
- عدي رعد
- علي طحان

## وصلات خارجية
- سنعود بعد قليل على موقع IMDb (الإنجليزية)
- سنعود بعد قليل على موقع قاعدة بيانات الأفلام العربية